# Rocquemont, Seine-Maritime

Rocquemont este o comună în departamentul Seine-Maritime, Franța. În 1 ianuarie 2022 avea o populație de 762 de locuitori.